# Sarah Hendrickson
Pour les articles homonymes, voir Hendrickson.
Sarah Hendrickson est une sauteuse à ski américaine, née le 1er août 1994 à Salt Lake City. Elle est membre du club Park City Nordic Ski Club. En 2012 elle s'inscrit dans l'histoire du saut à ski féminin en soulevant le globe de cristal qui récompense la première place de la Coupe du monde féminine de saut à ski disputée pour la première fois : sur les treize épreuves de la saison, elle est douze fois sur le podium, dont neuf victoires. En 2013, elle devient championne du monde à Val di Fiemme.

## Biographie
Sarah Hendrickson a été dès l'âge de 2 ans en contact avec le ski ; de plus son père et son frère s'occupent de saut à ski.
En 2011-2012, elle suit un cursus scolaire à The Winter Sports School de Park City

## Parcours sportif

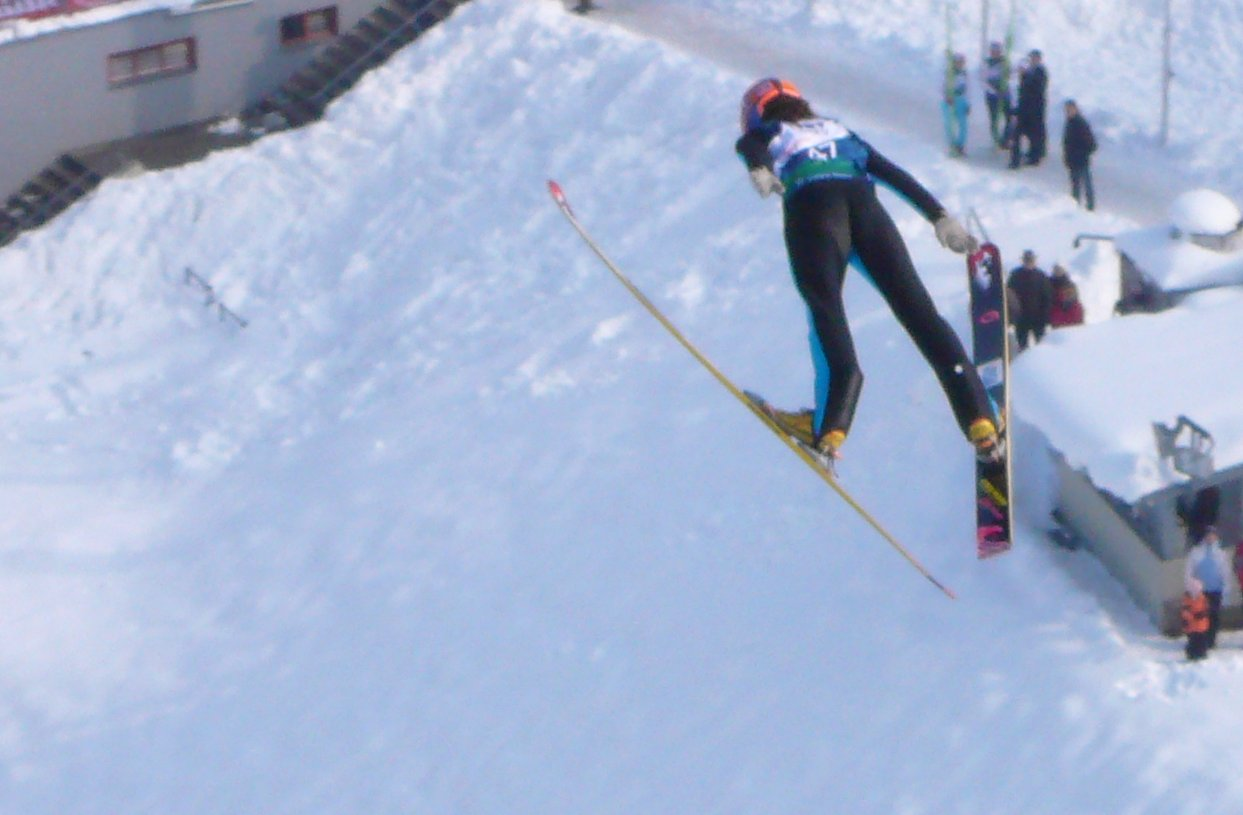
Sarah Hendrickson à Villach.

### Débuts internationaux
Sarah Hendrickson commence sa carrière internationale lors d'une épreuve à Breitenberg le 16 février 2008 ; elle marque des points dès ce concours, puis, toujours en février 2008 à Baiersbronn, et Schoenwald où elle prend la onzième place.

### Saison 2009
Sarah Hendrickson participe en décembre 2008 « chez elle » à Park City à deux coupes continentales, puis à deux autres à Vancouver : les quatre fois elle se situe dans le milieu du classement, avec des places entre 13 et 18e.
Le 7 février 2009 à Zakopane, Sarah Hendrickson gagne pour la première fois un concours de Coupe continentale, à la faveur d'un concours disputé dans des conditions difficiles à cause du vent, sur une seule manche, pour cause de chute grave de Maja Vtič puis d'insuffisance de lumière à la nuit tombante.
Sa saison hivernale 2009 se termine avec deux places de 14 et 15e à Notodden les 13 et 14 février, puis avec une 29e place lors du premier Championnat du monde du saut à ski féminin à Liberec le 20 février 2009.

### Saison 2010

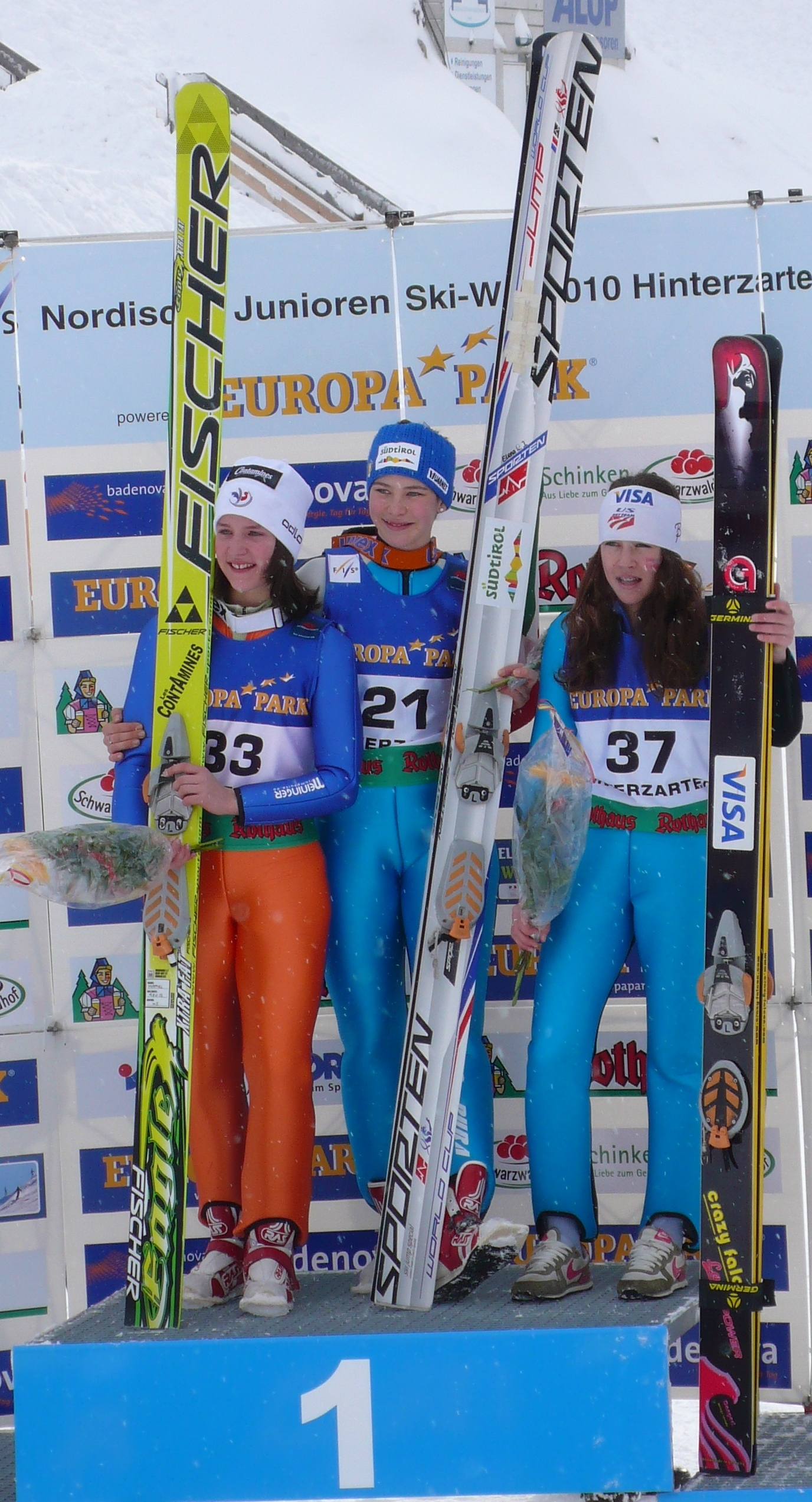
Sarah Hendrickson : bronze en junior à Hinterzarten en 2010.

Sarah Hendrickson participe à toutes les épreuves de coupe continentale estivales 2009, monte deux fois sur le podium à Lillehammer les 21 et 22 août 2009, et termine à la 4e place.
Le début de la saison hivernale permet à Sarah Hendrickson de prendre la cinquième place provisoire, avec des classements entre 4e et 8e lors des sept premiers concours. Elle poursuit cette série au Championnat du monde junior le 29 janvier 2010 à Hinterzarten, en prenant la médaille de bronze malgré une place de septième lors de la deuxième manche, derrière la favorite Coline Mattel deuxième, et Elena Runggaldier qui ajoute l'or à sa collection de médailles qui en compte désormais trois dans cette épreuve.
Lors de la deuxième moitié de la saison, elle prend des places entre 22e et troisième à Villach où elle rejoint Daniela Iraschko et Ulrike Graessler sur le podium. Elle termine sixième de cette saison hivernale 2010.

### Saison 2011
Lors des quatre premières épreuves de l'été 2010, Sarah Hendrickson monte trois fois sur le podium, et gagne l'épreuve de Bischofsgrün de 15 août 2010 : elle est en tête du classement provisoire. Elle ne poursuit pas la saison, afin de suivre sa scolarité, son total de point reste à 249, qui la place à la place 14e en fin de saison.
À l'hiver 2011, Sarah Hendrickson monte sur le podium le 11 décembre à Vikersund, derrière Iraschko et devant sa compatriote Lindsey Van ; elle marque 237 points en six épreuves de Coupe Continentale pour atteindre la sixième place provisoire. Elle ne poursuit pas la saison, mais participe néanmoins au Championnat du Monde junior d'Otepää où elle prend la 18e place, et au Championnat du monde d'Oslo avec une 16e place.

### Saison 2012

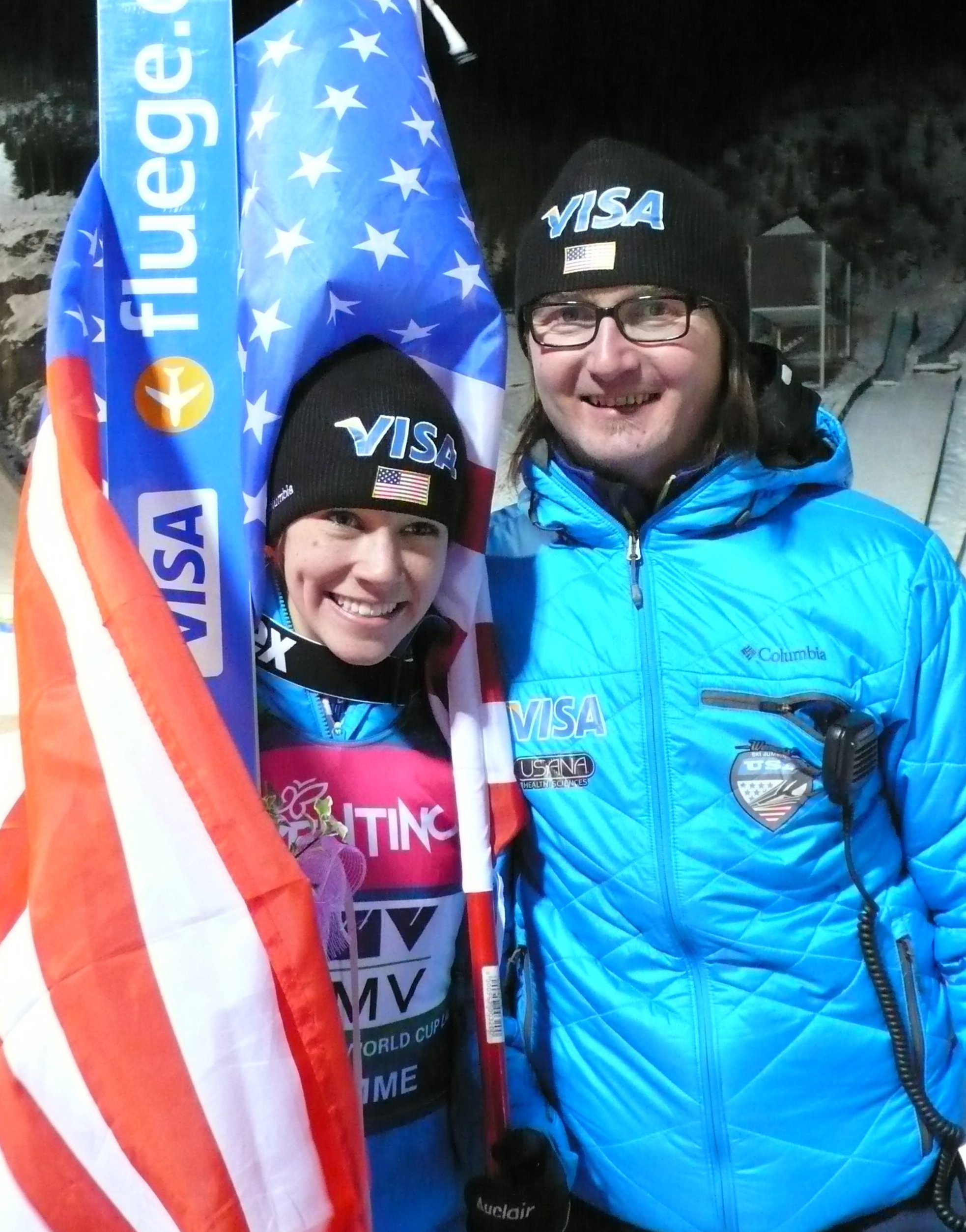
Sarah Hendrickson avec l'entraîneur de l'équipe américaine depuis 2012, Paolo Bernardi.

#### Coupe continentale 2012

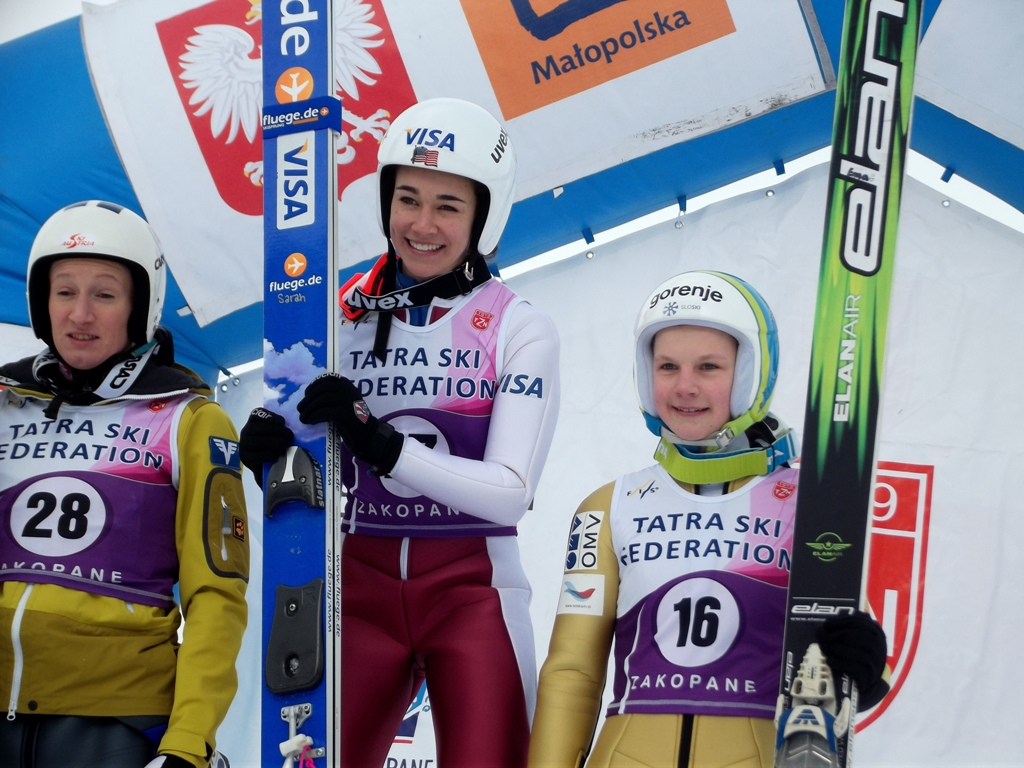
Sarah Hendrickson gagne le 20 janvier 2012 à Zakopane

Comme les autres membres de l'équipe américaine, Sarah Hendrickson fait l'impasse sur l'ouverture de la coupe continentales à Rovaniemi ; elle participe ensuite aux épreuves de Notodden, où elle monte deux fois sur le podium, deuxième le 9 décembre derrière Iraschko, et troisième le 10 derrière Iraschko et Anette Sagen qui renoue avec la victoire pour la première fois depuis deux ans (le 8 décembre 2009 à Rovaniemi).
À Zakopane le 21 janvier 2012, lors d'une épreuve organisée au dernier moment en remplacement d'une coupe du monde annulée à Szczyrk, Sarah Hendrickson confirme son statut de « meilleure sauteuse du monde » en gagnant devant Iraschko et Ema Klinec. Le lendemain, elle doit s'incliner face à Daniela Iraschko et fait deuxième, dépassant Coline Mattel et Ema Klinec qui la devançaient à la première manche grâce au meilleur saut lors de la deuxième.

#### Coupe du monde 2012

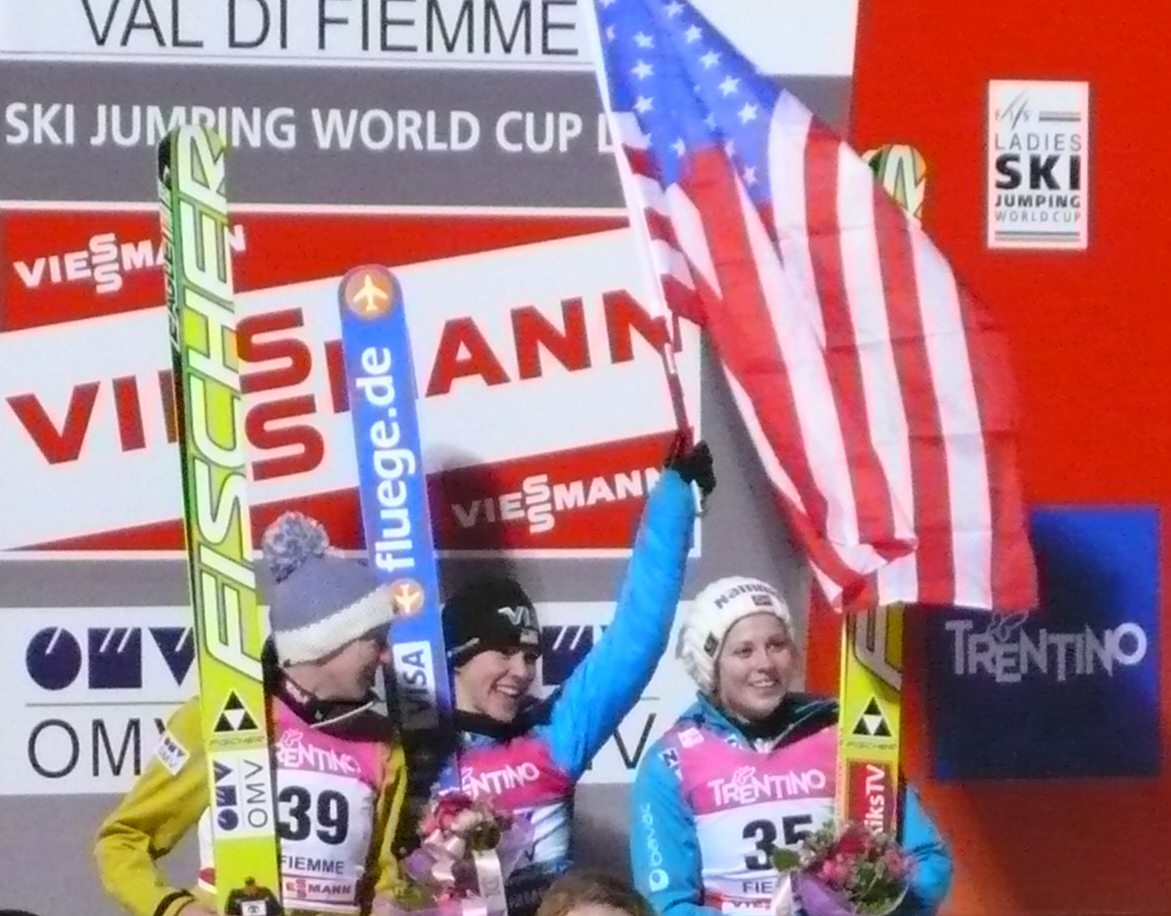
Sarah Hendrickson gagne le 14 janvier 2012 à Predazzo

Sarah Hendrickson est la première sauteuse à remporter une épreuve de Coupe du monde féminine de saut à ski, le 3 décembre 2011 à Lillehammer. Après avoir dominé les entraînements et le saut d'essai, elle a gagné cette épreuve inaugurale — pour l'occasion couplée avec une épreuve masculine sur le même tremplin HS100 — en réalisant le meilleur saut de la première manche avec plus de 17 points d'avance sur Coline Mattel qui prend la deuxième place, et le meilleur saut de la deuxième manche avec 7 points d'avance sur Melanie Faisst qui prend la troisième.

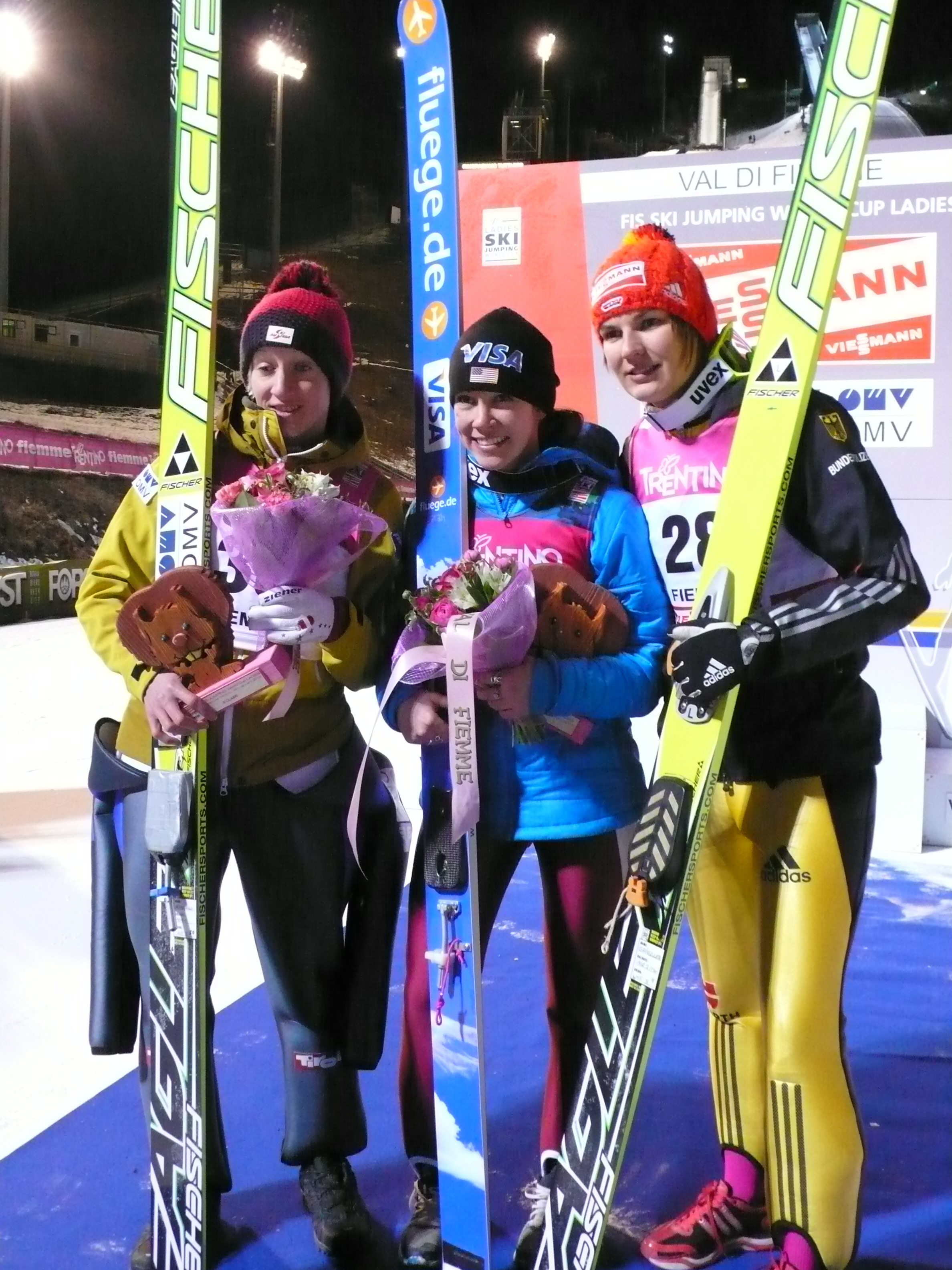
Sarah Hendrickson gagne le 15 janvier 2012 à Predazzo

L'épreuve suivante de coupe du monde le 7 janvier 2012 à Hinterzarten apporte un résultat en retrait pour Sarah Hendrickson : dans un concours sur une seule manche marqué par des conditions de vent et de neige difficiles, elle prend la 9e place mais reste en tête du classement de la coupe. Le lendemain, elle gagne le deuxième concours d'Hinterzarten, puis gagne encore les deux concours à Predazzo le 14 janvier devant Iraschko et Sagen, et le 15 devant Iraschko et Ulrike Graessler. Elle a alors 166 points d'avance au classement de la coupe du monde sur la deuxième Daniela Iraschko.
Le 4 février à Hinzenbach, lors d'un concours sur une seule manche perturbé par le vent, elle prend la deuxième place devant Katja Požun, à 0,7 point derrière Iraschko qui gagne sa première épreuve de coupe du monde. Le lendemain, Sarah Hendrickson bat Iraschko lors de la première manche, mais elles sont devancées par Jacqueline Seifriedsberger et Lindsey Van ; Sarah Hendrickson finalement prend la 2e place derrière Iraschko qui gagne, Van finit 3e, et Seifriedsberger seulement 5e à cause d'un deuxième saut décevant (16e de la manche).
À Ljubno le 11 février 2012, Sarah Hendrickson gagne la première manche ; elle n'est que 3e de la deuxième manche, mais résiste et termine première à 1,3 points devant Sara Takanashi, et un peu plus loin de Daniela Iraschko, troisième grâce au meilleur saut de la deuxième manche après avoir été seulement 14e à la première. Le lendemain 12 février à Ljubno, Sarah Hendrickson s'adjuge les deux manches, la deuxième avec 10 points d'avance sur Takanashi, et gagne devant Takanashi et Seifriedsberger. Sarah Hendrickson a alors plus de 200 points d'avance sur Iraschko au classement général.
L'étape suivante se déroule au Japon à Zao, avec une deuxième place derrière Takanashi pour Hendrickson au premier concours du samedi 3 mars 2013 ; elle s'adjuge ensuite l'autre concours du samedi, portant son avance au classement provisoire de la Coupe du monde à 295 points ce qui est alors suffisant pour déjà la remporter à deux épreuves de la fin.
Sarah Hendrickson gagne encore le dimanche 4 mars à Zao, devant Takanashi et Iraschko, puis gagne aussi l'épreuve finale à Oslo le 9 mars, encore devant Takanashi, portant son avance finale à 390 points devant Daniela Iraschko. C'est là que lui est remis le tout premier Globe de cristal de saut féminin. Lors des treize épreuves de cette première saison de Coupe du monde, Sarah Hendrickson manque un seul podium (9e à Hinterzarten), gagne neuf concours, et prend trois fois la deuxième place, battue par Iraschko à Hinzenbach et Takanashi à Zao.

#### Championnat du monde junior
Le Championnat du monde junior d'Erzurum est un objectif prioritaire pour Sarah Hendrickson ; elle arrive en grande favorite, étant en tête de la Coupe du monde, avec plus de 400 points d'avance sur les autres junior Katja Požun (5e) et Sara Takanashi (7e). Toutefois, c'est Sara Takanashi qui montre les sauts les plus longs aux entraînements. Le 23 février 2013 jour du concours, Takanashi et Hendrickson sont premières ex æquo lors de la première manche ; c'est ensuite Takanashi qui prend le meilleur, laissant à Sarah Hendrickson la médaille d'argent.

### Saison 2013

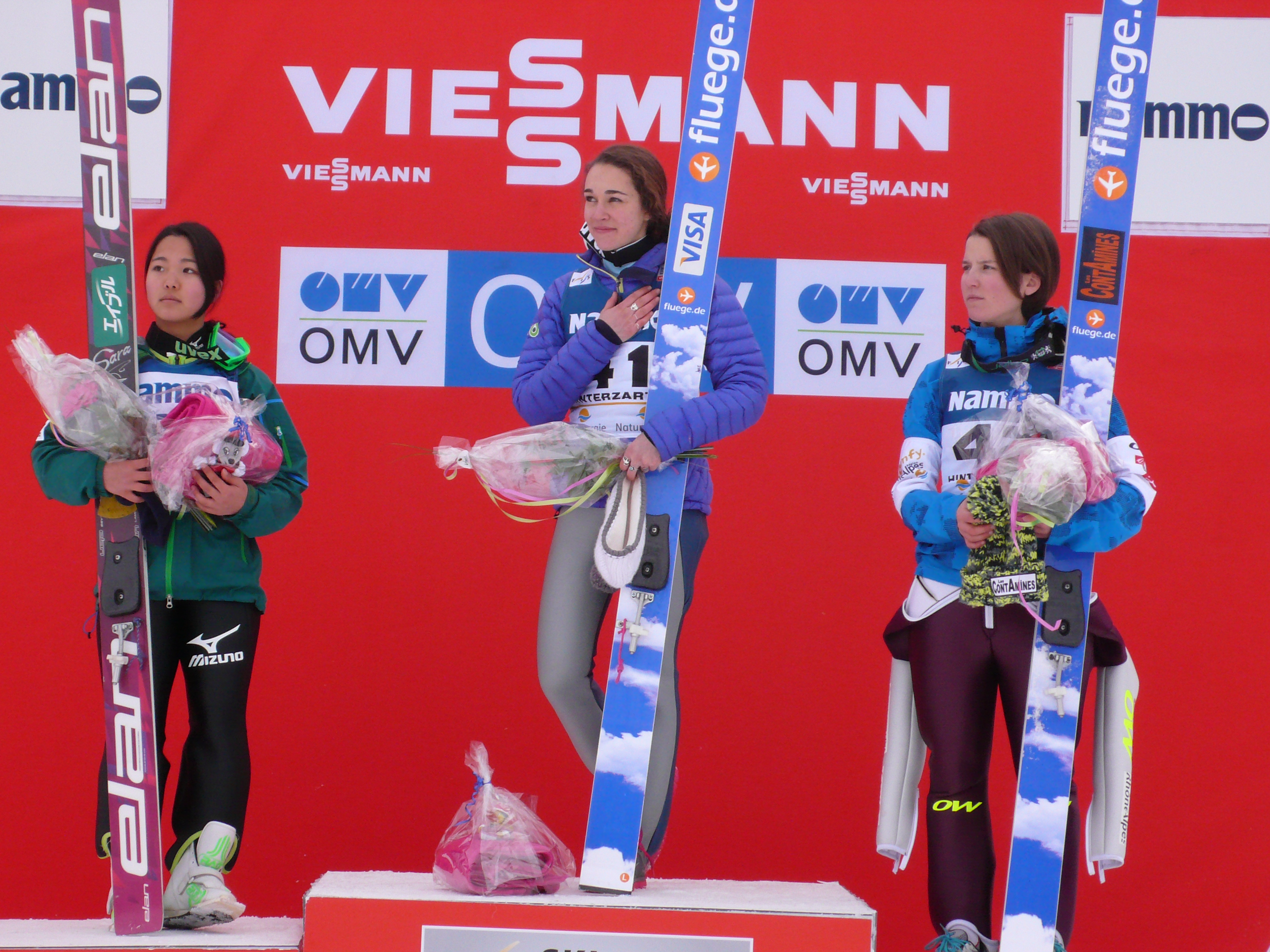
Sarah Hendrickson gagne le 12 janvier 2013 à Hinterzarten

Elle finit la Coupe du monde à la deuxième place derrière Sara Takanashi en remportant quatre concours.

### 2013-2014
Considérée comme l'une des principales chances de médaille pour les prochains Jeux olympiques se déroulant à Sotchi, Sarah Hendrickson se blesse à l'entraînement à Oberstdorf en août 2013 au niveau du genou droit avec rupture des ligaments. Elle fait son retour juste à temps pour ces Jeux et étant la première sauteuse à ski à s'élancer lors d'une compétition olympique elle prend la vingt-et-unième place.

### 2014-2015
Elle remonte sur un podium de Coupe du monde en février 2015 à Ljubno où elle se classe troisième des deux concours individuels. Aux Championnats du monde de Falun, elle prend la sixième position. Elle achève sa saison au huitième rang de la Coupe du monde.

### 2016-2019
Elle se blesse de nouveau au genou en préparation de la saison 2015-2016, ce qui nécessite une opération qui la met hors compétition cet hiver.
Elle revient pour le début de la saison 2016-2017, s'y classant au mieux huitième à Lillehammer.
En décembre 2017, elle remporte le concours de sélection pour les prochains jeux olympiques, devant Abby Ringquist et Nita Englund.
En 2018, elle dispute ses deuxièmes Jeux olympiques à Pyeongchang, prenant la dix-neuvième place, soit deux rangs de mieux qu'en 2014. Elle communique la possibilité d'une retraite sportive sous peu. Elle prend part à ses dernières compétitions internationales en 2019.

## Vie privée
Elle a pour compagnon amoureux le skieur acrobatique Torin Yater-Wallace.

## Palmarès

### Jeux olympiques
| Épreuve / Édition | Sotchi 2014 | Pyeongchang 2018 |
| Indivdiuel        | 21e         | 19e              |

### Championnats du monde
| Épreuve / Édition  | Liberec 2009                     | Oslo 2011                        | Val di Fiemme 2013 | Falun 2015 | Lahti 2017 |
| Individuel         | 29e                              | 16e                              | Or                 | 6e         | 23e        |
| Par équipes mixtes | Épreuve inexistante à cette date | Épreuve inexistante à cette date | 6e                 | 7e         | 8e         |

### Championnats du monde junior
| Épreuve / Édition | Zakopane 2008 | Hinterzarten 2010 | Otepää 2011 | Erzurum 2012 | Liberec 2013 |
| Indivduel         | 16e           | Bronze            | 18e         | Argent       | 6e           |

### Coupe du monde
- 1 globe de cristal : Vainqueuse du classement général en 2012.
- 25 podiums individuels : 13 victoires, 7 deuxièmes places et 5 troisièmes places.

#### Classements généraux annuels
| Année | Rang |
| 2012  | 1re  |
| 2013  | 2e   |
| 2015  | 8e   |
| 2017  | 14e  |
| 2018  | 49e  |

#### Détail des victoires
| Année | Lieu |
| 2012  | Lillehammer (Norvège), Hinterzarten (Allemagne), Val di Fiemme (Italie) 2×, Ljubno (Slovénie) 2×, Zaō (Japon) 2×, Oslo (Norvège) |
| 2013  | Sotchi (Russie), Hinterzarten (Allemagne), Trondheim (Norvège), Oslo (Norvège)                                                   |

### Coupe continentale
- Meilleur classement général :
  - 2e de la saison hivernale 2012[32]
  - 4e de la saison estivale 2009[5]
- 14 podiums, dont 4 victoires dans sa carrière[33].

### Grand Prix

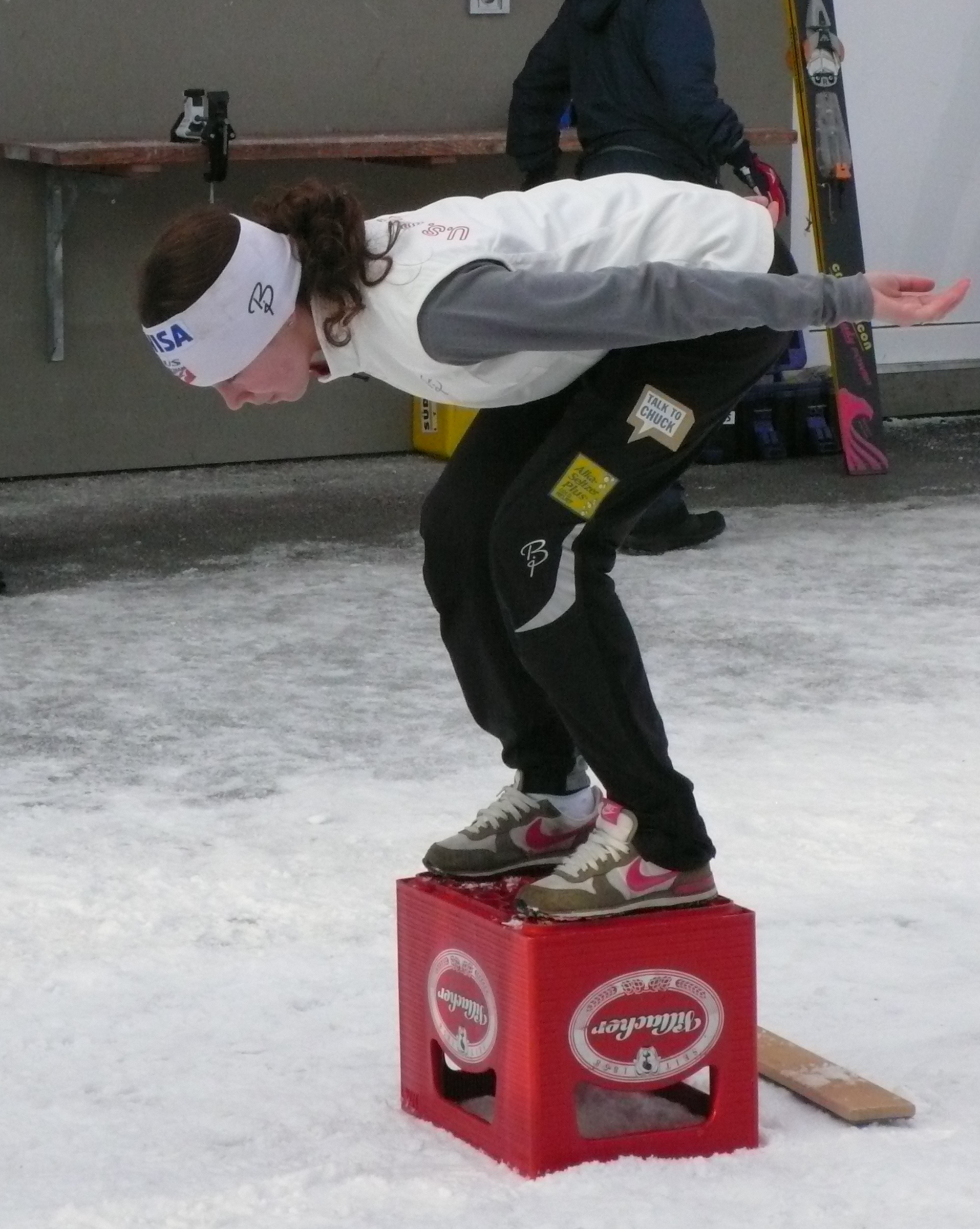
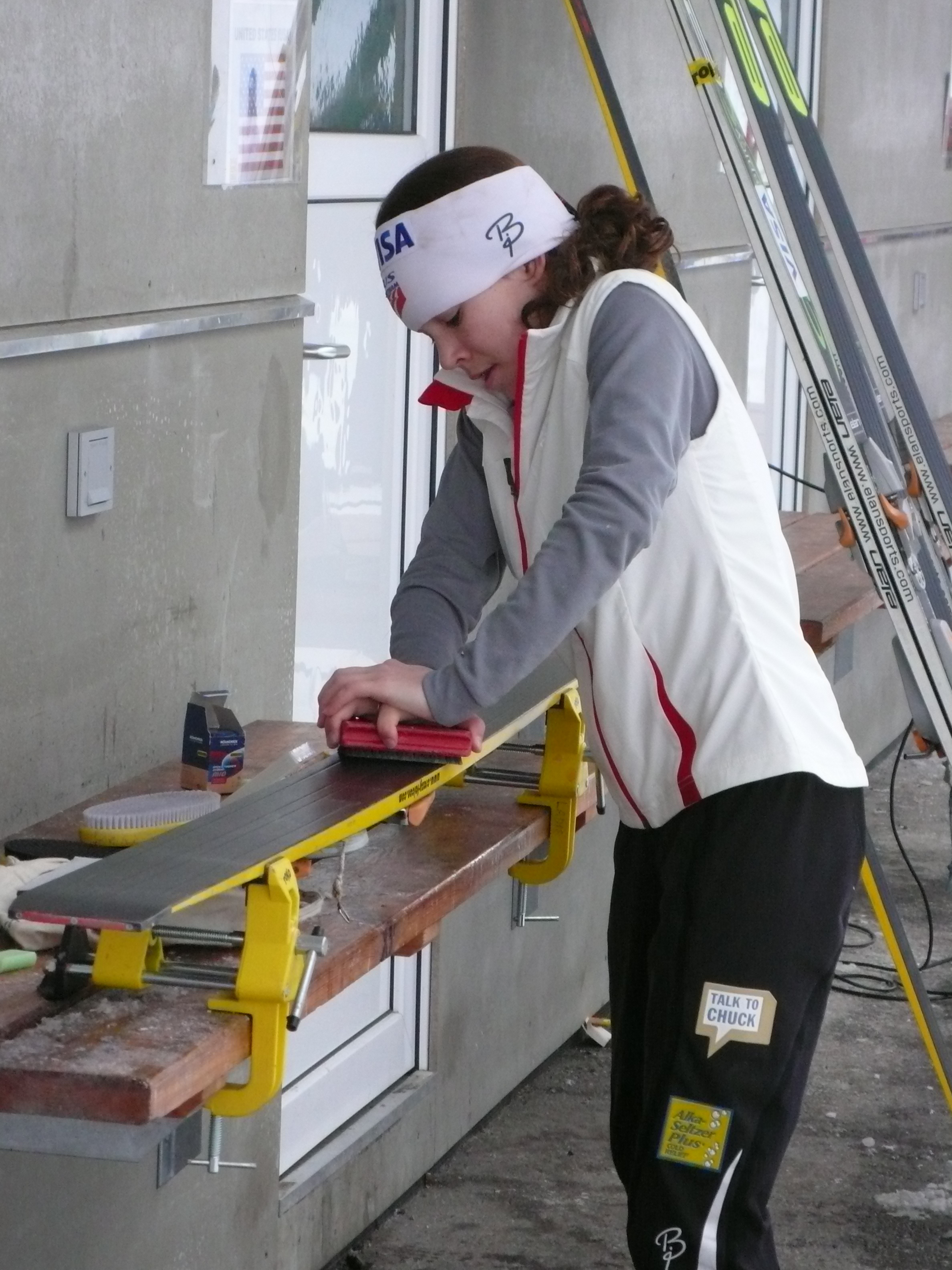
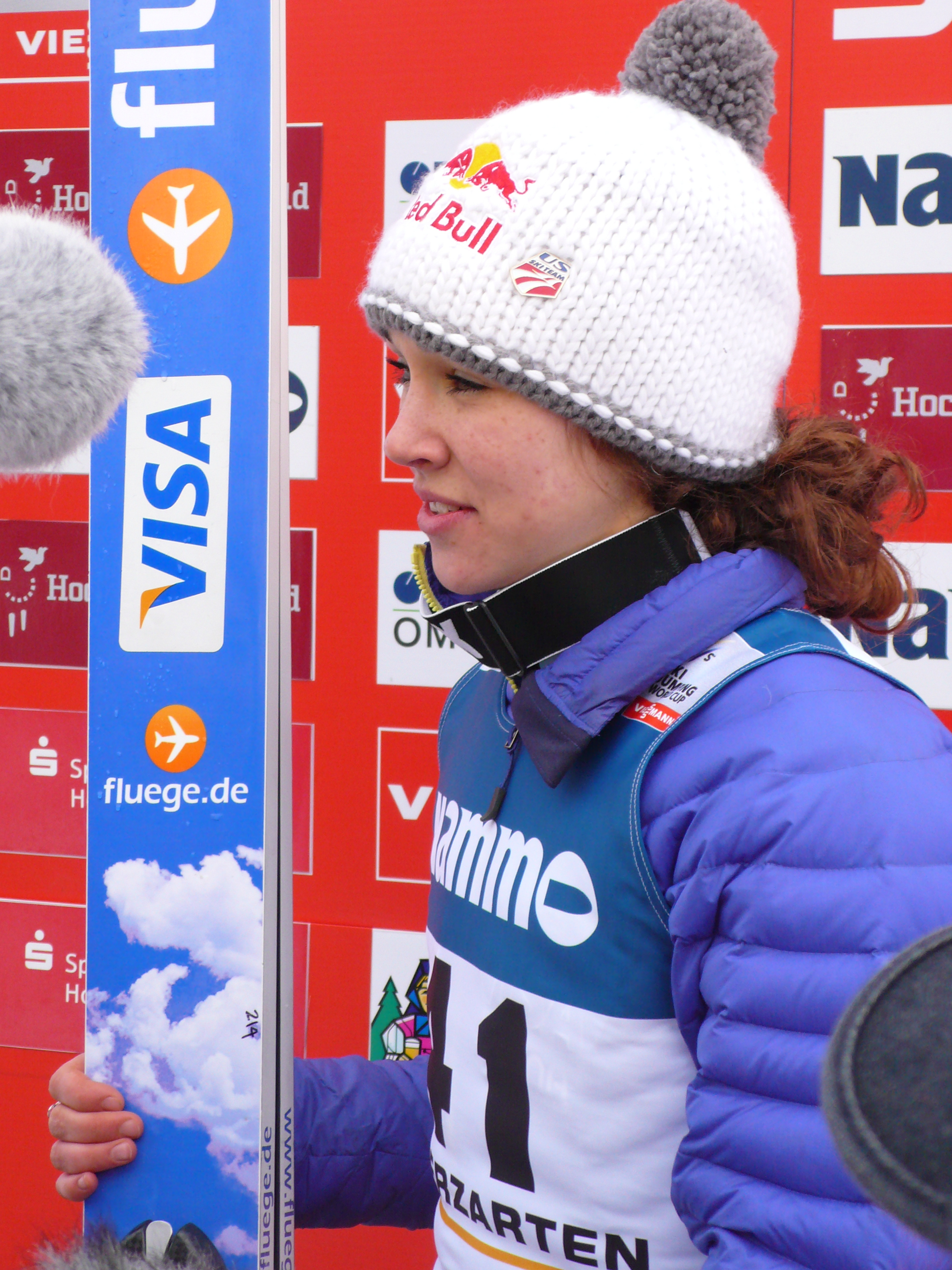
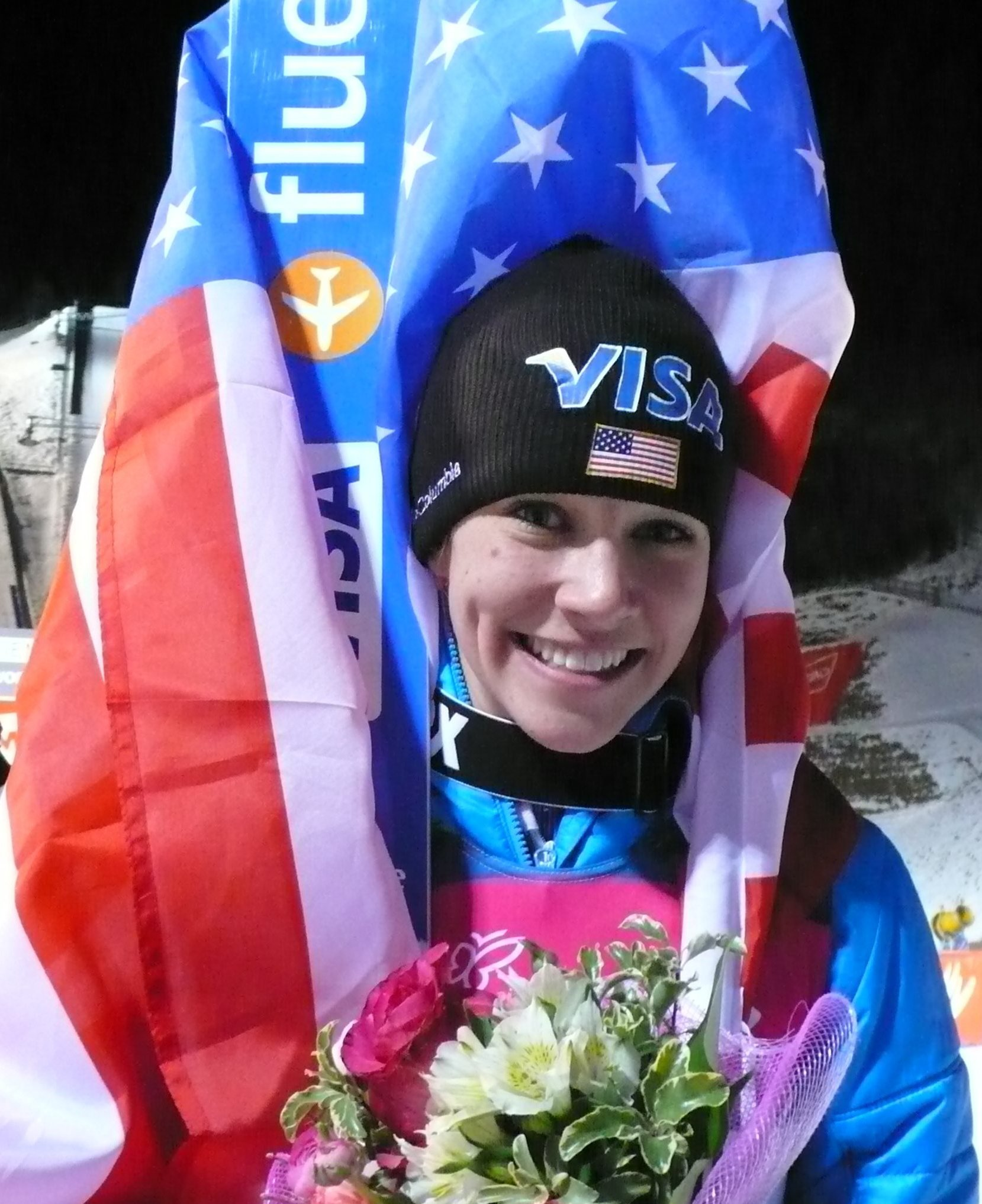
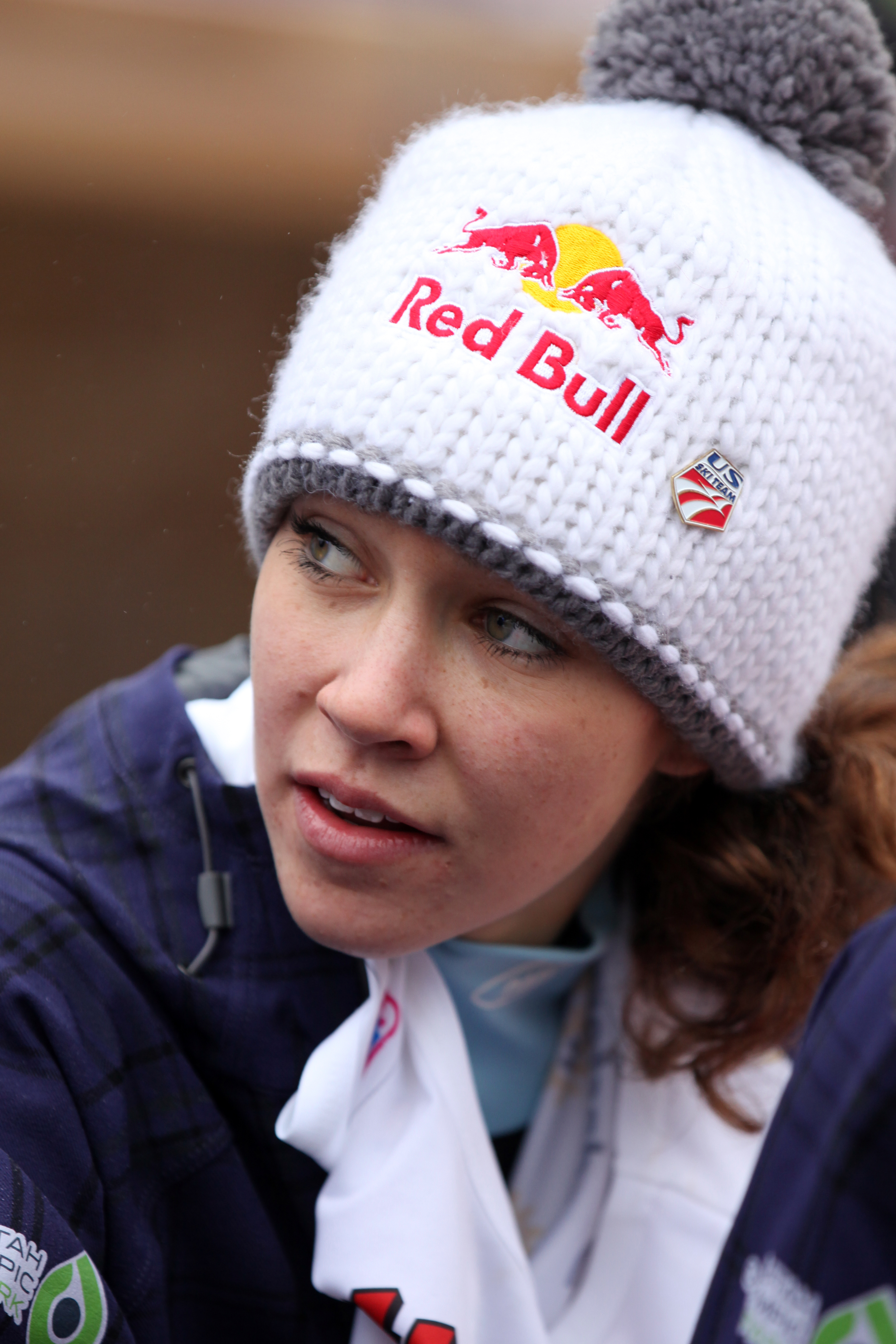

- 1 podium individuel.